# Pycnothea selkirkii
Pycnothea selkirkii is een zeespin uit de familie Ascorhynchoidea. De soort behoort tot het geslacht Pycnothea. Pycnothea selkirkii werd in 1921 voor het eerst wetenschappelijk beschreven door Loman. 